# Канаан, Тони
Энтони Ризкалла (Тони) Канаан Фильо (порт. Antoine Rizkallah "Tony" Kanaan Filho; род. 31 декабря 1974, Салвадор, Бразилия) — бразильский автогонщик. Чемпион серии IndyCar 2004 года за рулем машины команды Andretti Green Racing. В том сезоне он проехал 3305 кругов и стал первым гонщиком в истории IRL IndyCar, который закончил все возможные круги в течение сезона. Канаан имеет 14 побед в серии IndyCar.

## Гоночная карьера
Канаан начал свою карьеру в Италии выиграв 1994 Formula Europa Boxer. После сезона в итальянской Формуле-3 он переехал в США и стал чемпионом серии Indy Lights 1997 года. В 1999 году он добился первой крупной победы Champ Car, выиграв «500 миль Мичигана».
- В 2003 году Канаан провел свой первый сезон в серии IndyCar, одержав 1 победу и 5 раз заняв место на пьедестале. Итоговое место в чемпионате — 4.

- В 2004 году Канаан стал чемпионом серии IndyCar, одержав по ходу сезона 3 победы, пять вторых и три третьих места.

- 2005 год 2-е место серии IndyCar: 2 победы и 7 пьедесталов.

- 2006 год 6-е место в серии IndyCar: 1 победа и 2 подиума

- 2007 год 3-е место в серии IndyCar: 5 побед и 2 пьедестала.

- 2008 год 3-е место в серии IndyCar: 1 победа и 5 пьедесталов.

- 2009 год 6-е место в серии IndyCar: третье место в 3 гонках.

- 2010 год 6-е место в серии IndyCar: 1 победа и 2 третьих места.

- 2011 год 6-е место в серии IndyCar: 0 побед и 3 подиума.

- 2012 год 9-е место в серии IndyCar: 0 побед и 4 подиума.

- 2013 год,11-е место в серии IndyCar: 1 победа (Indy 500) и 4 подиума.

- В 2013 году установил рекорд средней скорости гонок Indianapolis 500 — 301,6 км/ч.

- В 2017-2018 годы принимал участие в гонке «24 часа Ле-Мана».

## Личная жизнь
Друг экс-пилота Формулы-1 Рубенса Баррикелло, в 2006 году они даже обменялись гоночными шлемами. Также Канаан долгое время дружил с Элио Кастроневесом, с которым они начинали свой гоночный путь в серии, но в конце 2006 года их дружба пошла на разлад по причине гоночной конкуренции.

## Результаты выступлений

### 24 часа Ле-Мана
| Год  | Команда                    | Напарники                  | Автомобиль | Класс   | Круги | ОП | КП |
| ---- | -------------------------- | -------------------------- | ---------- | ------- | ----- | -- | -- |
| 2017 | Ford Chip Ganassi Team USA | Джоуи Хэнд Дирк Мюллер     | Ford GT    | GTE Pro | 339   | 22 | 6  |
| 2018 | Ford Chip Ganassi Team UK  | Гарри Тинкнелл Энди Приоль | Ford GT    | GTE Pro | 332   | 36 | 12 |